# 雜色站

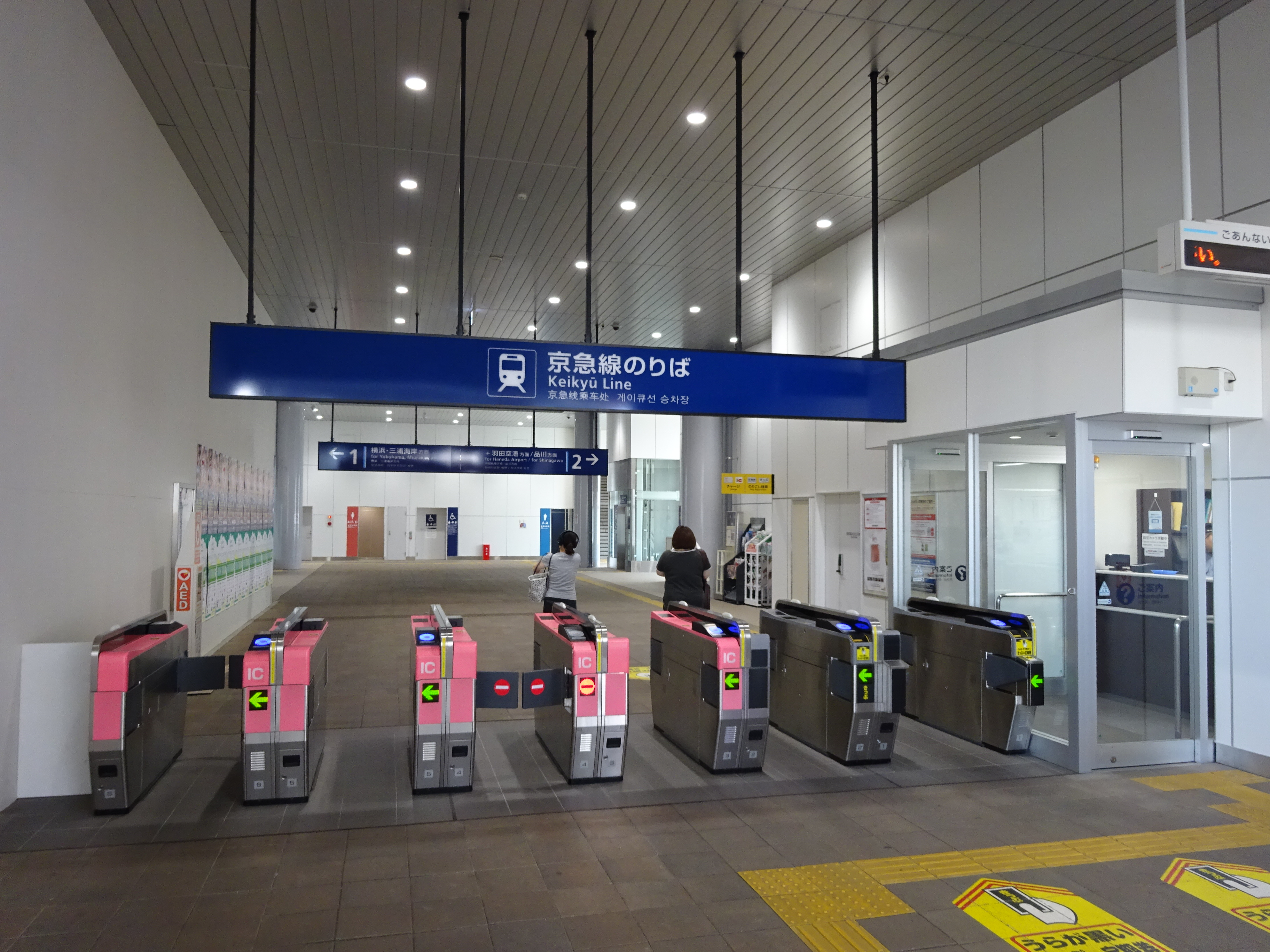
剪票口（2016年8月11日）

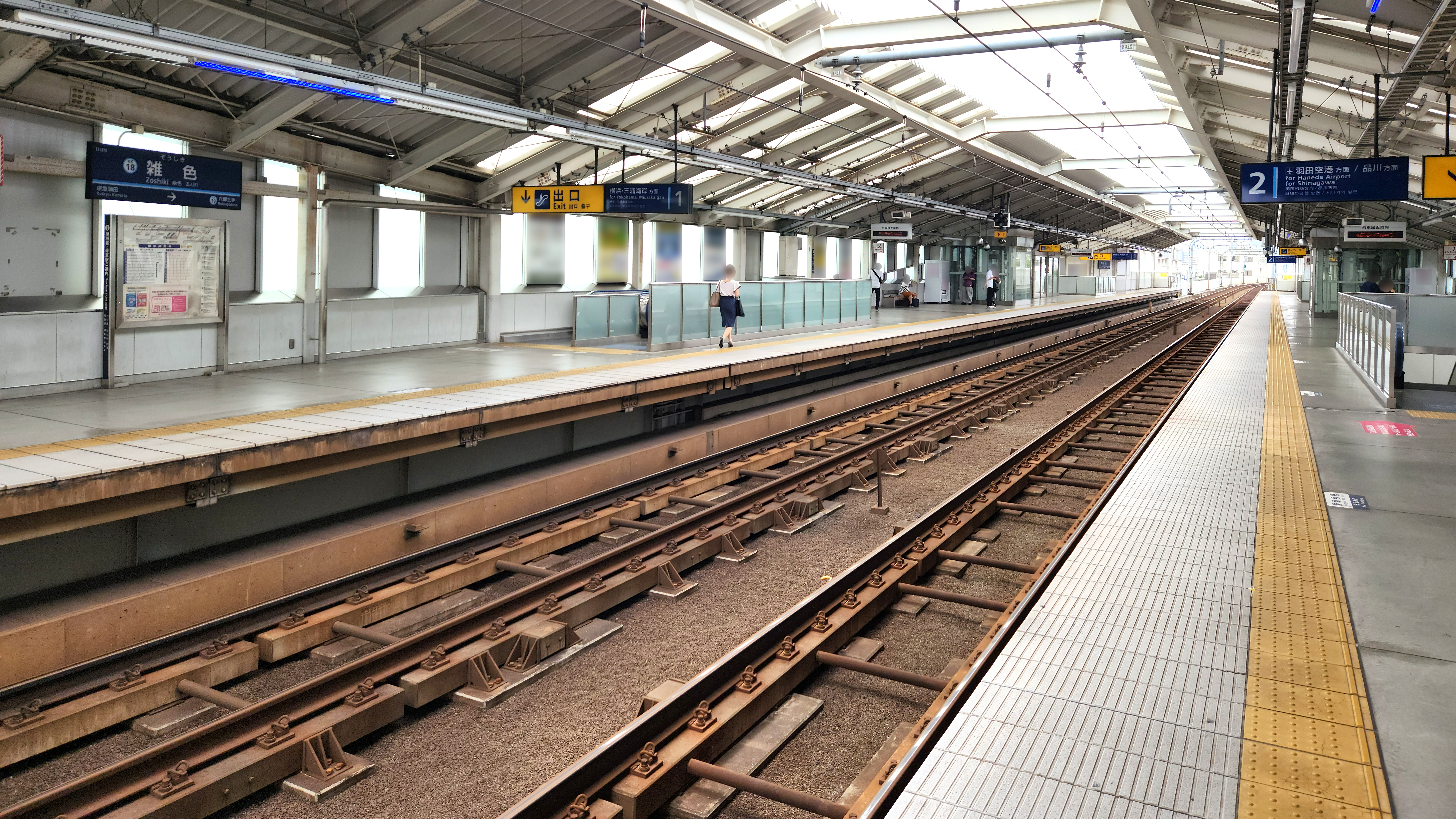
月台（2023年7月8日）

雜色站（日语：／ Zōshiki eki */?）位於日本東京都大田區仲六鄉二丁目，是京濱急行電鐵本線的鐵路車站。車站編號是KK18。

## 歷史
站名源自於開業當時的地名雜色村。「雜色」是取自於鎌倉時代宮中的雜役職務，但在明治末期編入六鄉村（現在的仲六鄉），使得地名「雜色」僅保留於站名。
- 1901年（明治34年）2月1日 - 京濱電氣鐵道六鄉橋 - 官設大森間開通，車站開業。
- 1923年（大正12年）4月1日  - 車站位置從道路上移至新設軌道上。
- 1979年（昭和54年）7月 - 月台有效長度從4輛編組延長至6輛編組。廢除站內平交道，改建地下連通道。
- 2000年（平成12年）12月 - 東京都「京急蒲田站附近連續立體交差事業」動工[4]。
- 2010年（平成22年）5月16日 - 上行月台高架化[4][5]。
- 2012年（平成24年）10月21日 - 下行月台高架化[4]。

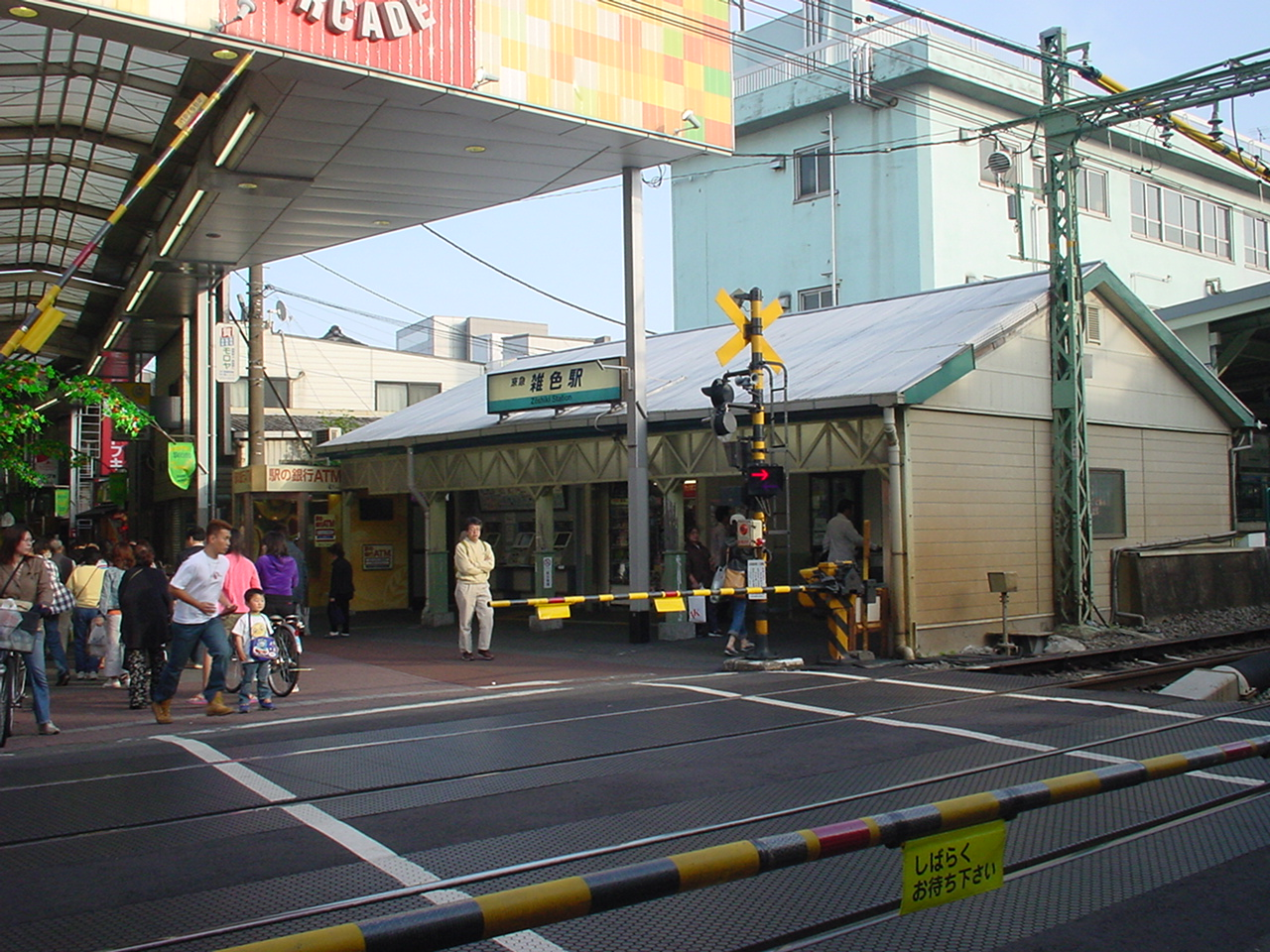
地上時代的站房（2006年5月）
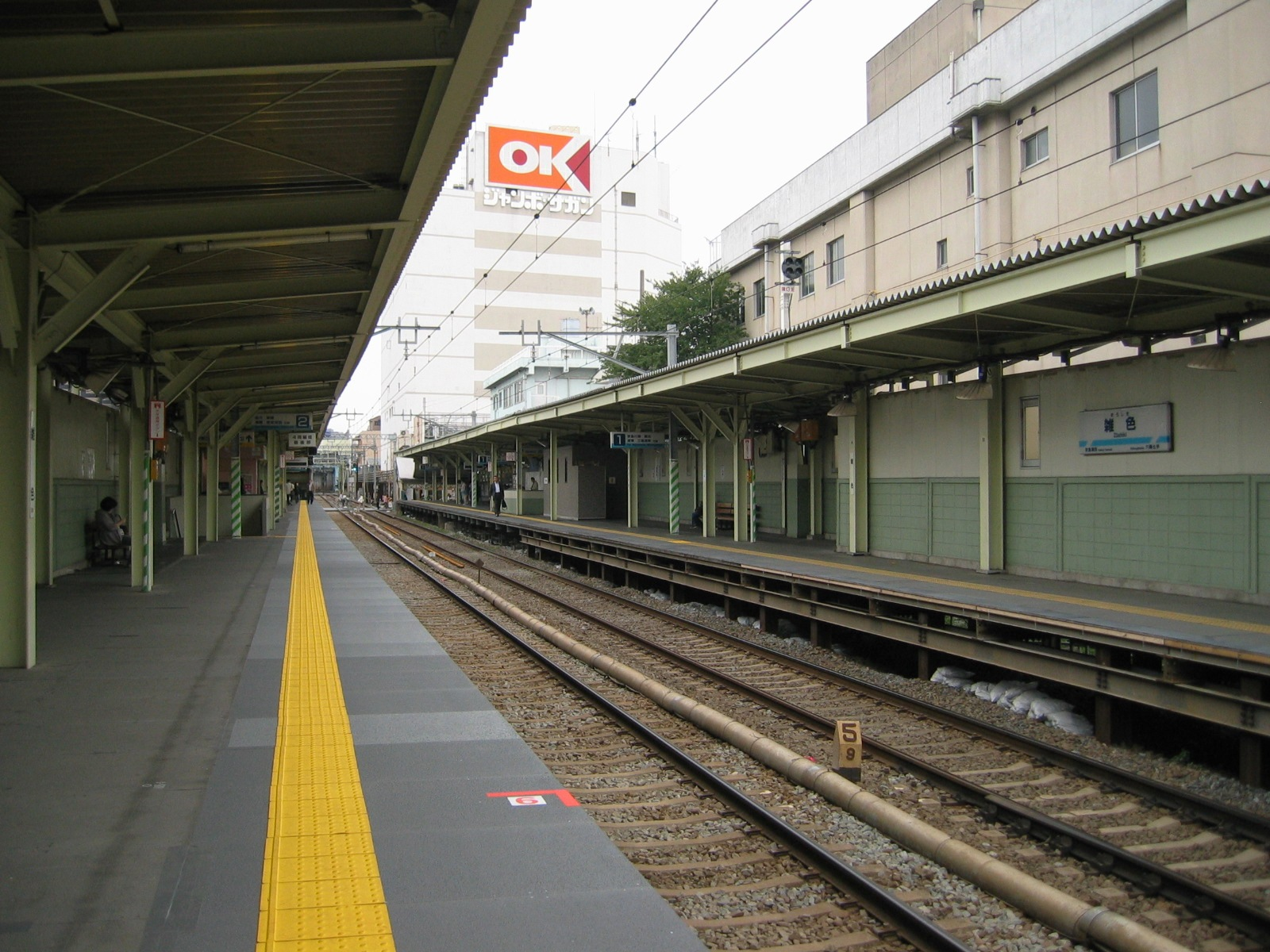
地上時代的月台（2007年10月）

## 結構
本站為相對式月台2面2線高架車站。站房在下行線側，原先兩分向各有剪票口，在2015年6月27日站房往橫濱方向移動後將剪票口集中於一處。
在交通立體化以前，上下線皆在地面，站房有地下道通往上行線月台（更早以前是站內平交道）。

### 月台配置
| 月台 | 路線 | 方向 | 目的地                                    |
| ---- | ---- | ---- | ----------------------------------------- |
| 1    | 本線 | 下行 | 橫濱、三浦海岸方向                        |
| 2    | 本線 | 上行 | 羽田機場（第1、第2、第3航站樓）、品川方向 |

## 使用情況
2015年度1日平均上下車人次為30,311人，是運量最高的普通列車停靠站。近年1日平均上車人次變化如下表。
| 年度               | 1日平均 上下車人次 | 1日平均 上車人次 | 來源   |
| ------------------ | ------------------ | ---------------- | ------ |
| 1992年（平成04年） |                    | 15,321           | [ 8 ]  |
| 1993年（平成05年） |                    | 15,471           | [ 9 ]  |
| 1994年（平成06年） |                    | 15,414           | [ 10 ] |
| 1995年（平成07年） |                    | 15,342           | [ 11 ] |
| 1996年（平成08年） |                    | 14,808           | [ 12 ] |
| 1997年（平成09年） |                    | 14,627           | [ 13 ] |
| 1998年（平成10年） |                    | 14,786           | [ 14 ] |
| 1999年（平成11年） |                    | 14,678           | [ 15 ] |
| 2000年（平成12年） |                    | 14,526           | [ 16 ] |
| 2001年（平成13年） |                    | 14,592           | [ 17 ] |
| 2002年（平成14年） |                    | 14,685           | [ 18 ] |
| 2003年（平成15年） | 30,232             | 14,806           | [ 19 ] |
| 2004年（平成16年） | 30,550             | 15,000           | [ 20 ] |
| 2005年（平成17年） | 30,786             | 15,140           | [ 21 ] |
| 2006年（平成18年） | 31,536             | 15,523           | [ 22 ] |
| 2007年（平成19年） | 31,586             | 15,615           | [ 23 ] |
| 2008年（平成20年） | 31,376             | 15,647           | [ 24 ] |
| 2009年（平成21年） | 30,389             | 15,142           | [ 25 ] |
| 2010年（平成22年） | 29,473             | 14,663           | [ 26 ] |
| 2011年（平成23年） | 28,997             | 14,410           | [ 27 ] |
| 2012年（平成24年） | 29,329             | 14,595           | [ 28 ] |
| 2013年（平成25年） | 29,781             | 14,841           | [ 29 ] |
| 2014年（平成26年） | 29,557             | 14,723           | [ 30 ] |
| 2015年（平成27年） | 30,311             |                  |        |

## 周邊

### 東口
商店街
- 雜色商店街
- 水門通商店街

公共、衛生設施
- 大田區役所（日语：大田区役所）六鄉特別出張所
- 警視廳蒲田警察署（日语：蒲田警察署）雜色交番
- 東京都赤十字血液中心（日语：赤十字血液センター）大田出張所
- 京濱診療所

文教設施

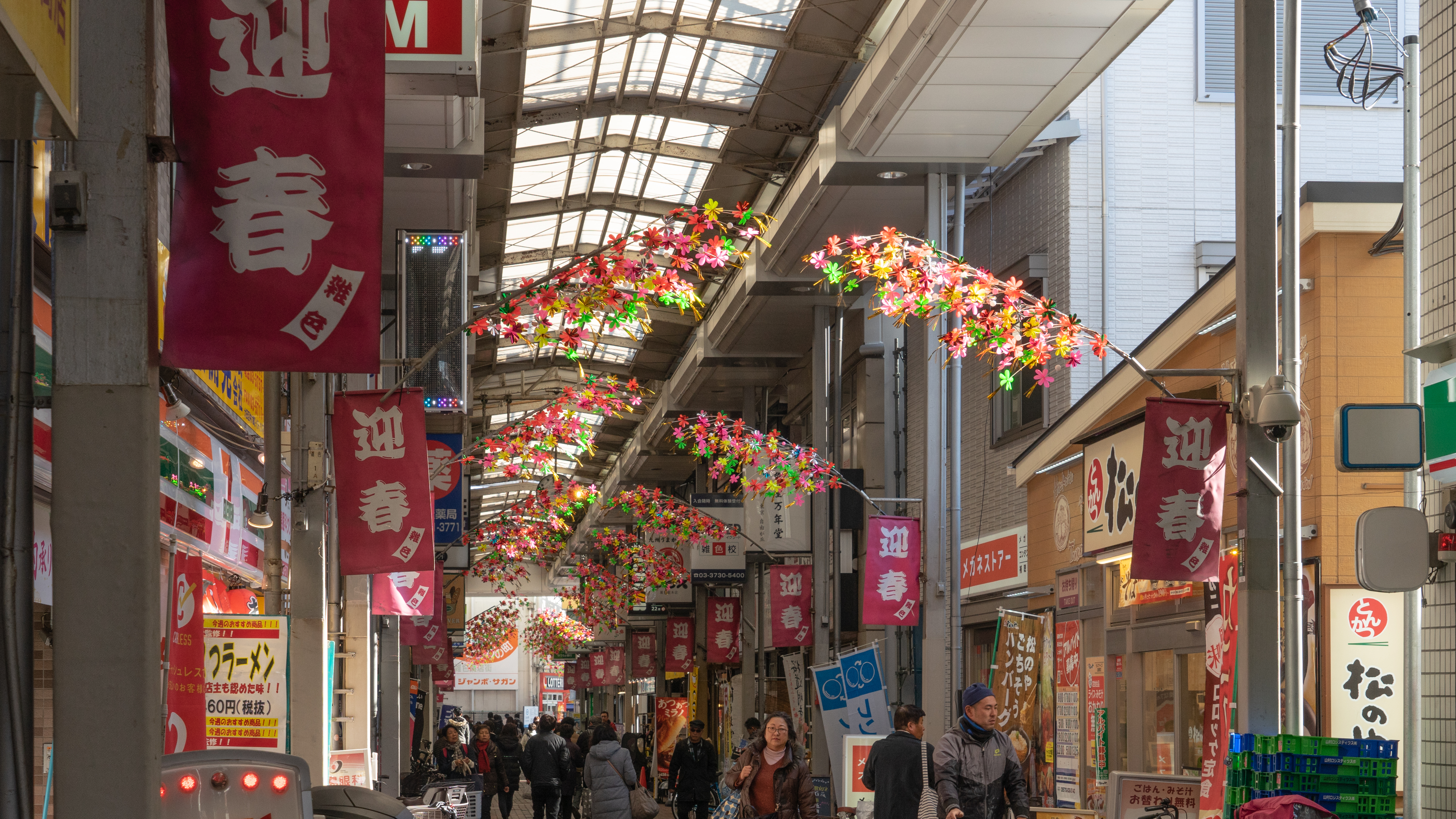
杂色商店街（2020年1月）

- 東京都立六鄉工科高等學校（日语：東京都立六郷工科高等学校）
- 東京都立城南特別支援學校（日语：東京都立城南特別支援学校）
- 大田区立東六鄉小學校
- 大田区立南六鄉小學校
- 大田区立南六鄉中學校
- 大田区立六鄉中學校

金融機關
- 大田南六鄉一郵便局
- 大田南六鄉二郵便局
- 三井住友銀行六鄉支店

交通
- 國道15號（第一京濱）

水利
- 六乡水门

### 西口
- 雜色商店街
- 大田區立六鄉中學校
- 大田區立仲六鄉小學校（日语：大田区立仲六郷小学校）
- 大田仲六鄉郵便局

### 巴士路線
最近的巴士站是步行3分的雜色站通巴士站。以下路線由羽田京急巴士運行。
- 蒲73 經六鄉橋（日语：六郷橋）、大師橋（日语：大師橋）下往羽田車庫／往蒲田站東口
- 蒲74 往六鄉神社、六鄉橋／往蒲田站東口
- 蒲75 經六鄉橋往大師橋下／往蒲田站東口

## 相鄰車站
京濱急行電鐵
 本線
□早晨翼號、□京急翼號、■快特、■快特（金澤文庫站以南為特急）、■特急、■機場急行
通過
■普通
京急蒲田（KK11）－雜色（KK18）－六鄉土手（KK19）

## 外部連結
- 雜色站（各站資訊） - 京濱急行電鐵（日語）